# Манюков, Олег Григорьевич
Манюков Олег Григорьевич (1934—1981) — советский живописец и график. Идеолог и один из родоначальников движения нонконформистского искусства в Ленинграде. Был в числе организаторов первых выставок художников-нонконформистов ещё в 1960-е годы. Олег Манюков известен своими экспериментами с фактурной живописью. Он изобретал особые составы для левкасной основы на холсте, поверх которой живописал и создавал композиции, используя самые неожиданные материалы.
Образование: Демидовское художественное училище ЛХГПУ № 2 (мастерская Антиповой Е. и Тетерина В.) и Университет им. Герцена (мастерская Кабачека Л., Серова В., Павлова).
При жизни Олег Манюков принимал участие во многих тематических выставках.
Персональные выставки работ Манюкова были организованы уже после смерти художника: в 1990-е годы во Франции, Австрии и Германии.
В ноябре 2005 года Всероссийский музей А. С. Пушкина представлял выставку работ О. Г. Манюкова « Тридцать лет спустя». В музейном собрании находится более двадцати картин мастера подаренных им музею в первой половине 1970 -х годов. Значительные циклы произведений художника навеяны образами героев Пушкина и Достоевского.
Исследователи отзываются о художнике как о новаторе стиля и создателе новой техники живописи.